# Лютик, Бернар
Бернар Лютик (фр. Bernard Lutic; 26 ноября 1943, Пемполь, Кот-д’Армор — 28 ноября 2000, Венесуэла) — французский кинооператор.

## Биография
Работал ассистентом оператора в фильмах Алана Паркера, Клода Берри. Дебютировал как самостоятельный оператор в 1979.
Подбирая натуру для съёмок французского фильма «Перелёт» (2002), разбился на двухмоторном самолёте, потерявшем управление в 550 милях от Каракаса.

## Избранная фильмография
- 1981 — Жена авиатора / La femme de l’aviateur (Эрик Ромер)
- 1982 — Выгодная партия / Le beau mariage (Эрик Ромер)
- 1982 — Честь капитана / L’honneur d’un capitaine (Пьер Шёндёрфер)
- 1984 — Да здравствует жизнь! / Viva la vie! (Клод Лелуш)
- 1985 — Уйти и вернуться / Partir, revenir (Клод Лелуш)
- 1985 — Революция / Revolution (Хью Хадсон)
- 1987 — Данден / Dandin (Роже Планшон)
- 1987 — Друг моей подруги / L’ami de mon amie (Эрик Ромер)
- 1989 — Возвращение мушкетёров / The Return of the Musketeers (Ричард Лестер)
- 1992 — Дьенбьенфу / Diên Biên Phú (Пьер Шёндёрфер)
- 1994 — Полковник Шабер / Le colonel Chabert (Ив Анжело, номинация на премию «Сезар» за лучшую операторскую работу)
- 1995 — Между злом и глубоким голубым морем / Between the Devil and the Deep Blue Sea (Марион Хенсель)
- 1998 — Карьер (Марион Хенсель)
- 1999 — Моя весёлая жизнь / My Life So Far (Хью Хадсон)
- 2000 — Я мечтала об Африке / I Dreamed of Africa (Хью Хадсон)
- 2000 — Лумумба / Lumumba (Рауль Пек)
- 2000 — Защита Лужина / The Luzhin Defence (Марлен Горрис)
- 2001 — Птицы / Le peuple migrateur (Жак Перрен и др., документальный, многократно номинирован на премии за операторскую работу)